# Katastrofa w Sajańsko-Szuszeńskiej Elektrowni Wodnej
Katastrofa w Sajańsko-Szuszeńskiej Elektrowni Wodnej – katastrofa, która wydarzyła się 17 sierpnia 2009 na rzece Jenisej, w pobliżu miejscowości Sajanogorsk na Syberii. W jej wyniku zginęło 75 osób.
W Sajańsko-Szuszeńskiej Elektrowni Wodnej około 8:13 czasu lokalnego nastąpił wybuch, który wyniknął prawdopodobnie z nagłego wzrostu ciśnienia wody. Trzy turbiny z dziesięciu zostały doszczętnie zniszczone, a trzy inne uszkodzone.
21 sierpnia 2009 do zamachu przyznali się rebelianci czeczeńscy, jednak władze rosyjskie uznały to oświadczenie za „idiotyczne”. Tego samego dnia na miejsce katastrofy przyjechał rosyjski premier Władimir Putin.
Koncern RusGidro, do którego należy elektrownia, postanowił wypłacić po 1 mln rubli (ok. 92 tys. złotych) rodzinom zabitych.